# 洛加拉湖國家公園
40°12′52″N 19°34′51″E / 40.2145°N 19.5809°E

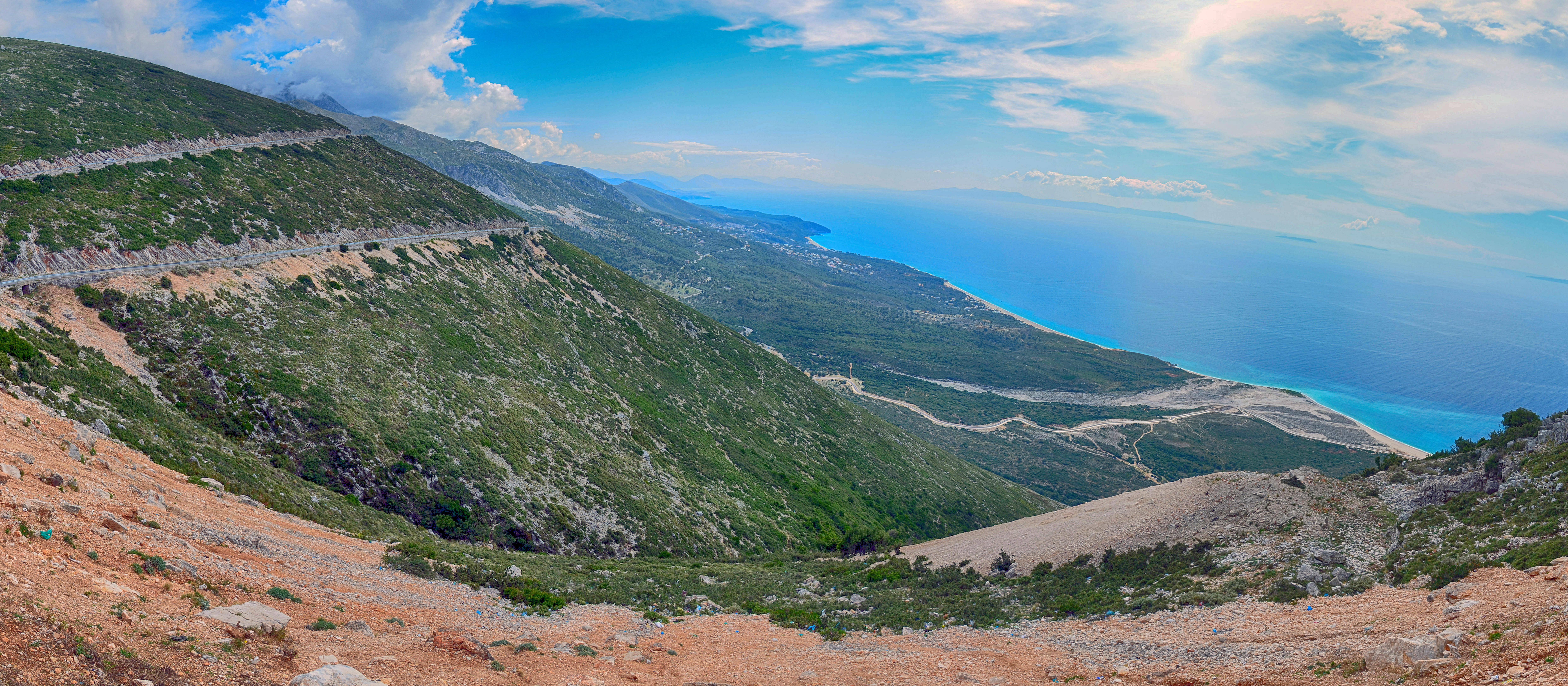

洛加拉湖國家公園是阿爾巴尼亞的國家公園，位於該國西南部，處於塞羅尼安山脈地區，成立於1966年11月21日，面積10.1平方公里，該地區有松林、櫟木、冷杉等生長。